# 约翰·格奥尔格·特拉莱斯
约翰·格奥尔格·特拉莱斯（德語：Johann Georg Tralles，1763年10月15日—1822年11月19日），德国数学家和物理学家。
出生于德国汉堡，1783年始就读于哥廷根大学，1785年成为伯尔尼大学教授，1810年受聘为柏林大学数学教授。
1798年他作为瑞士代表出席了在法国召开的国际米制标准大会，并当选为国际度量衡委员会会员。会后，他将一个铁制的标准米尺模型复制品作为礼物送给瑞士勘测大师费迪南德·鲁道夫·哈斯勒。从1803年到1805年两人一道完成了对伯尔尼地志勘测。
1819年他发现了"1819号大彗星"，后来以他的名字命名为"特拉莱斯彗星" 。
他还发明了酒精计，一种用于测量液体中酒精含量的装置。 
1822年11月19日他在英国伦敦去世。月球上的特拉勒斯陨石坑就是以他的名字命名。

## 参引资料
- "Der erste Ordinarius für Mathematik an der Universität Berlin", Eine Edition seiner Antrittsvorlesung, 1810.
- "Beytrag zur Lehre von der Elektrizität" Bern, Haller, 1786